# Свято-Покровська вулиця (Пархомівка)
Свято-Покровська вулиця — вулиця у селі Пархомівка, Білоцерківський район, Київська область.

## Загальні відомості
Вулиця розташована у північній частині села. Біля вулиці розташована Свято-Покровська церква — пам’ятка архітектури в стилі українського модерну національного значення.

## Етимологія
Назва вулиці походить від розташованої на ній Свято-Покровської церкви, збудованої на початку XX століття.

## Історія
Свято-Покровська вулиця сформувалась на початку XVII століття, як головна у селі. Була збудована Свято-Покровська церква, яку звели в 1903–1908 роках за проєктом архітектора Василя Кричевського. Вулиця слугувала головним підходом до храму. 

## Сучасність
На вулиці повністю переважає приватна забудова. Вона має культурне значення завдяки розташуванню поблизу історичного храму. Також вона є місцем паломництва та туристичних відвідин. Зі значних будівель на вулиці розташована Пархомівська гімназія і сільрада.